# Феджет (Бакеу)
Феджет (рум. Făget) — село у повіті Бакеу в Румунії. Адміністративний центр комуни Гімеш-Феджет.
Село розташоване на відстані 239 км на північ від Бухареста, 66 км на захід від Бакеу, 132 км на південний захід від Ясс, 109 км на північ від Брашова.

## Населення
За даними перепису населення 2002 року у селі проживали 1614 осіб.
Національний склад населення села:
| Національність | Кількість осіб | Відсоток |
| -------------- | -------------- | -------- |
| угорці         | 1095           | 67,8%    |
| румуни         | 479            | 29,7%    |
| чанго          | 23             | 1,4%     |
| цигани         | 15             | 0,9%     |

Рідною мовою назвали:
| Мова      | Кількість осіб | Відсоток |
| --------- | -------------- | -------- |
| угорську  | 1225           | 75,9%    |
| румунську | 384            | 23,8%    |
| циганську | 5              | 0,3%     |